# 519
519 је била проста година.

## Догађаји
- Сердик постаје први краљ Краљевине Весекс.
- Равенске синагоге су спаљене у побуни; Теодорик Велики наређује да се они поново саграде о трошку Равене.
- 28. август – Крај Теодориховог триценијума, тридесетогодишњег рока застарелости након којег се више не могу оспорити незаконита одузимања земље током његове инвазије на Италију 489. године.
- Анђанг постаје владар корејског краљевства Гогурјео.
- 28. март – Источна и западна црква се мире, окончавајући Акакијев раскол.
- Јаков од Серуга постаје епископ Батнана (близу модерног Дијарбакира, Турска).
- Састављени су Мемоари истакнутих монаха.
- У Ирској је основана Килдерска епархија.